# Liste des conseillers généraux de la Guyane

## Composition du conseil général de laGuyane(19 sièges)
| Parti                                                 | Sigle | Élus |
| ----------------------------------------------------- | ----- | ---- |
| Majorité (12 sièges)                                  |       |      |
| Parti socialiste guyanais                             | PSG   | 4    |
| Divers                                                | DIV   | 3    |
| Mouvement de décolonisation et d'émancipation sociale | MDES  | 2    |
| Divers gauche                                         | DVG   | 2    |
| Walwari/Parti radical de gauche                       | WAL   | 1    |
| Opposition (7 sièges)                                 |       |      |
| Union pour un mouvement populaire                     | UMP   | 4    |
| Divers droite                                         | DVD   | 3    |
| Président du conseil général                          |       |      |
| Alain Tien-Liong (MDES)                               |       |      |

## Liste des conseillers généraux de laGuyane(de 2011 à 2015)
| Canton                                    | Circonscription | Conseiller général    | Parti       | Série |
| ----------------------------------------- | --------------- | --------------------- | ----------- | ----- |
| Arrondissement de Cayenne                 |                 |                       |             |       |
| Canton d'Approuague-Kaw                   |                 | Pierre Désert         | DVG         | 2011  |
| Canton de Cayenne Centre                  |                 | Hubert Contout        | PRG/Walwari | 2008  |
| Canton de Cayenne Nord-Est                |                 | Antoine Karam         | PSG         | 2008  |
| Canton de Cayenne Nord-Ouest              |                 | Athys Jaïr            | DIV         | 2008  |
| Canton de Cayenne Sud                     |                 | Fabien Canavy         | MDES        | 2008  |
| Canton de Cayenne Sud-Est                 |                 | Alex Alexandre        | PSG         | 2008  |
| Canton de Cayenne Sud-Ouest               |                 | Alain Tien-Liong      | MDES        | 2011  |
| Canton d'Iracoubo                         |                 | Daniel Mangal         | DVD         | 2011  |
| Canton de Kourou                          |                 | François Ringuet      | DIV         | 2011  |
| Canton de Macouria                        |                 | Jocelyne Pruykemaker  | DVD         | 2008  |
| Canton de Matoury                         |                 | Jean-Pierre Roumillac | UMP         | 2008  |
| Canton de Montsinéry-Tonnegrande          |                 | Christian Porthos     | DIV         | 2008  |
| Canton de Rémire-Montjoly                 |                 | Claude Plenet         | DVG         | 2011  |
| Canton de Roura                           |                 | David Riché           | DVG         | 2011  |
| Canton de Saint-Georges-de-l'Oyapock      |                 | Louis-Roland Bierge   | UMP         | 2011  |
| Canton de Sinnamary                       |                 | Patrice Clet          | DIV         | 2008  |
| Arrondissement de Saint-Laurent-du-Maroni |                 |                       |             |       |
| Canton de Mana                            |                 | Albéric Benth         | PSG         | 2011  |
| Canton de Maripasoula                     |                 | Jocelyn Agelas        | DVD         | 2011  |
| Canton de Saint-Laurent-du-Maroni         |                 | Claude Djani          | PSG         | 2008  |